# Cerocala perorsorum
Cerocala perorsorum là một loài bướm đêm trong họ Erebidae.